# Хуррамиты

Последний лидер движения Хуррамийя Pāpak Khorrām-Dīnān (Бабек Хуррамит) был последователем Муканны, благочестивого зороастрийца и маздакида.

Хуррами́ты (перс. خُرّمدينان‎ — Xorrâm-Dinân «последователи счастливой религии», араб. خُرَّميه‎ Khurrāmīyah) — приверженцы ряда антиисламских, антихалифатских религиозно-политических движений в Иране, Средней Азии, а также на территории современного Азербайджана, действовавших в начальный период правления Аббасидов. Движение хуррамитов возникло в 809 году в талышских горах и вскоре перекинулось на весь Азербайджан, а также часть Аррана и Армении

## Этимология
О происхождении наименования хуррамитов исследователями предлагались разные объяснения. Все они носят характер догадок. Наиболее правдоподобно происхождение этого наименования от местности Хуррам в Талыше.
В поздней книге «Сиасет-намэ» передается легенда о том, что жена Маздака Хуррамэ спаслась и бежала в городе Рей, где вновь начала проповедь движения, и от её имени якобы пошло название секты хуррамитов. Эта секта впоследствии доставила массу неприятностей уже арабам — ведь именно к ней принадлежал Бабек (Папак), возглавивший в первой половине IX века один из самых значительных мятежей против власти аббасидских халифов.

## История
Инициатива освободительного движения народов, подвластных халифату, исходила из Аррана. Немалую роль в этом сыграли талыши. В их стране в талышских горах, в неприступной крепости Бадз (Базз), находилась главная штаб-квартира Бабека и «красных» хураммитов.
Вероучение хуррамитов было смесью идей маздакизма с христианско-исламскими элементами. Хуррамиты верили в борьбу двух начал — Света и Мрака, при том, что существующие общественные порядки считались порождением тёмного, дьявольского начала; хуррамиты верили также в непрерывное воплощение божества, которое они видели в Адаме, Аврааме, Моисее, Иисусе Христе и Мухаммеде, а затем в лидерах своего движения.
Легендарные истоки хуррамитов отводились к вдове Маздака Хуррамэ, дочери Фадэ, которая после казни супруга сумела укрыться в районе города Рей и начала проповедовать в горах.
Первое восстание хуррамитов против Арабского халифата было в 778 году и 808 году. Хуррамиты участвовали в восстании Абу Муслима (747—750), Сумбада (755), восстании «Краснознамённых» (778/779), Муканны (конец VIII века), Бабека (IX век). К предводителям хуррамитов принадлежал и Феофоб, ставший византийским полководцем. В летописях современники хуррамитов находят у них кровосмесительные браки, как у древних зороастрийцев. Время хуррамиты, согласно враждебным им летописям, якобы проводят в вечном веселье, попойках, плясках и пении под звуки веселой музыки. Багдадский доксограф Абу-Музаффар Исфараини (ум. в 1078 г.) пишет: «Бабекиты обоего пола собираются в одну из ночей года на той горе для совершения всяких порочных дел, с музыкой и вином. Затем гасят светильники и идет каждый из них к одной из женщин».
Хуррамиты отвергали некоторые догмы ислама, противопоставляли ему древние религиозные ритуалы. По их мнению, душа человека вечна, так же как и этот мир. Как и все выступления средневековья, движение хуррамитов поначалу возникло на национальной почве. Затем оно приобрело политическую сущность и в истинном смысле слова возвысилось до уровня освободительной войны. Движение хуррамитов было народным движением в раннем средневековье, направленном против некоторых обрядов исламской религии, феодального гнета, и, самое главное, против арабского владычества. Впервые в истории в борьбе против иноземных завоевателей хуррамиты подняли красный флаг как символ свободы и надели красную одежду.

## Восстание хуррамитов
Идеологической оболочкой названных восстаний было учение ряда родственных сект хуррамитов (их называли также маздакитами), в котором соединялись верования и социальные требования прежних маздакитов с некоторыми идеями «крайних» шиитов; таковы идея непрерывной «божественной манифестации», сперва в пророках, а потом в имамах (при этом имамами они признавали Абу Муслима, а после него других своих вождей), идея перевоплощения душ и др. Они призывали к активной вооруженной борьбе с несправедливым строем, основанным на неравенстве и насилии. Самым крупным восстанием «красных» хуррамитов была большая крестьянская война под предводительством Бабека, начавшаяся в Талышских горах в Азербайджане и распространившаяся на Западный Иран вплоть до Исфагана и Кермана (816—837). Ополчения хуррамитов не раз разбивали большие армии халифа. Слабой стороной этого восстания было то, что Бабек заключил союз с некоторыми крупными армянскими, албанскими[какими?] и иранскими феодалами, желавшими освободиться от арабского владычества. Этот союз подкрепил военные силы хуррамитов, но сделал невозможным осуществление их социальной программы в широком масштабе. Восстание это глубоко потрясло халифат. Только халиф Мутасим (833—842), реорганизовав армию и поставив во главе её среднеазиатского феодала Афшина, добился перелома в войне. Феодалы-союзники Бабека теперь изменили ему, захватив новые земли и примирившись с халифом. После годичной осады пала в августе 837 г. последняя твердыня хуррамитов — крепость Базз в Талышских горах. Бабек, бежавший к одному из армянских князей, был им выдан халифу и казнён. В 839 г. было подавлено восстание Мазйара в Табаристане, сопровождавшееся захватом земель арабских землевладельцев.
В последние годы правления халифа Харуна ар-Рашида (786 — 809) лидером части религиозного движения Хуррамитов, основанного в Малой Мидии, недалеко от горы под названием Бат, был Джаветан ибн-Саак, последователи которого состояли из племени курдов мидийско-персидского происхождения. Видя большую опасность в этой секте, Халифат начал против неё беспощадную войну. После нескольких лет борьбы арабскому военачальнику Хасану ибн Сахлю удается победить вооруженных членов курдской секты Хуррамитов. Джаветан ибн-Саак был вынужден бежать в южные горные районы эмирата Арминийа, увезя с собой курдские племена в Ахдзник, Кордук и бывшее Эдесское царство, где сдался Сааку Багратуни, князю армянского Тарона (сыну Ашота Мсакера). Однако Саак Багратуни арестовывает Джаветана ибн-Саака и обезглавливает его. Получив известие об убийстве своего пророка, курды напали на Саака Таронского, но были разбиты и отступили, застряв в снегу во время бегства, нанеся тяжелые потери.